# 乌斯季奥尔登斯基
乌斯季奥尔登斯基（俄语：Усть-Орды́нский）是俄羅斯烏斯季奧爾登斯基布里亞特區首府，位於伊爾庫茨克東北62公里。2002年人口14,335人。